# Konstanca Aragonska, princeza Villene
Konstancija/Konstanca (engl. Constance; 4. travnja 1300. – 19. listopada 1327.) – poznata i kao Constanza – bila je aragonska infanta i princeza Villene brakom.
Roditelji gospe Konstancije bili su kralj Jakov II. i kraljica Blanka Anžuvinska, koja je bila iz Napulja. Konstancija je bila sestra kralja Alfonsa IV. i unuka Marije Arpadović, napuljske kraljice i ugarske princeze. Preko svoje majke, Konstancija je bila talijanskog podrijetla.
Konstancijin je suprug bio Ivan Manuel, lord, vojvoda i princ Villene. Ivan je poznat kao pisac. Ivan se oženio Konstancijom kako bi bio sklopljen savez, a bila mu je druga žena.

## Potomstvo
Ivanova i Konstancijina djeca:
- Konstancija Manuel, kastiljska kraljica
- Beatrica (Beatriz)
- Manuel